# Lista de vereadores de Itaperuna
Esta é a lista de vereadores de Itaperuna, município brasileiro do estado do Rio de Janeiro.
A Câmara Municipal de Itaperuna, é formada por treze representantes. O prédio da Câmara chama-se Edifício Dr. José Elio Garcia Brandão.

## Legislatura de 2021–2024
Estes são os vereadores eleitos nas eleições de 15 de novembro de 2020, pelo período de 1° de janeiro de 2021 a 31 de dezembro de 2024:
| Mesa Diretora (2021-2022)             |                       |                        |                           |
| Nome                                  | Início do mandato     | Fim do mandato         | Cargo                     |
| Sinei dos Santos Menezes (PSC)        | 1º de janeiro de 2021 | 31 de dezembro de 2022 | Presidente da Câmara      |
| Paulo César da Silva (MDB)            | 1º de janeiro de 2021 | 31 de dezembro de 2022 | Vice-presidente da Câmara |
| Viviane Braga Pereira Rodrigues (PSC) | 1º de janeiro de 2021 | 31 de dezembro de 2022 | 1ª Secretária             |
| Cristiane de Oliveira Raposo (PSD)    | 1º de janeiro de 2021 | 31 de dezembro de 2022 | 2ª Secretária             |

|    | Nome                                                                             | Partido                                | Votos | %    | Observações |
| -- | -------------------------------------------------------------------------------- | -------------------------------------- | ----- | ---- | ----------- |
| 1  | Keila Maria Prudêncio, Keila do Toldo (Itaperuna, 04.12.1981–)                   | Democratas (DEM)                       | 2.120 | 4,09 | 1º mandato  |
| 2  | Marco Alexandre Finamor Rodrigues, Marquinhos de Retiro (Itaperuna, 07.08.1984–) | CIDADANIA                              | 1.611 | 3,10 | 2º mandato  |
| 3  | Glauber Pessoa Bastos (Itaperuna, 30.05.1985–)                                   | CIDADANIA                              | 1.448 | 2,79 | 2º mandato  |
| 4  | Amanda Corrêa Braga Pacheco, Amanda da Aidê (Itaperuna, 24.08.1982–)             | Democratas (DEM)                       | 1.276 | 2,46 | 2º mandato  |
| 5  | Alailton Pontes de Souza, Lalá (Itaperuna, 30.01.1959–)                          | Movimento Democrático Brasileiro (MDB) | 1.265 | 2,44 | 1º mandato  |
| 6  | Paulo César da Silva, Contador (Itaperuna, 26.10.1970–)                          | Movimento Democrático Brasileiro (MDB) | 1.237 | 2,38 | 2º mandato  |
| 7  | Adenilson da Silva Zacharias (Itaperuna, 24.01.1971–)                            | Democracia Cristã (DC)                 | 1.202 | 2,32 | 1º mandato  |
| 8  | Jefferson Ferreira, Jeffinho Boa Ventura (Itaperuna, 20.07.1976–)                | Partido Social Democrático (PSD)       | 985   | 1,90 | 1º mandato  |
| 9  | Sinei dos Santos Menezes, Sinei Torresmo (2021-2022) (Itaperuna, 31.10.1975–)    | Partido Social Cristão (PSC)           | 963   | 1,86 | 2º mandato  |
| 10 | Viviane Braga Pereira Rodrigues, Vivi Dentista (Itaperuna, 16.12.1974–)          | Partido Social Cristão (PSC)           | 951   | 1,83 | 1º mandato  |
| 11 | Cristiane de Oliveira Raposo, Sargento Cristiane (Itaperuna, 28.10.1979–)        | Partido Social Democrático (PSD)       | 889   | 1,71 | 1º mandato  |
| 12 | Ademir Cunha Pessanha (Itaperuna, 06.06.1954–)                                   | Partido Social Democrático (PSD)       | 802   | 1,55 | 1º mandato  |
| 13 | Carlos Assis Eufrásio, Carlinhos Peixeiro (Itaperuna, 24.01.1982–)               | Podemos (PODE)                         | 561   | 1,08 | 1º mandato  |

## Legislatura de 2017–2020
Estes são os vereadores eleitos nas eleições de 2 de outubro de 2016, pelo período de 1° de janeiro de 2017 a 31 de dezembro de 2020:
|    | Nome                                                                            | Partido                                            | Votos | %    | Observações |
| -- | ------------------------------------------------------------------------------- | -------------------------------------------------- | ----- | ---- | ----------- |
| 1  | Pedro Fernandes Fraga Freitas, Nandi (Laje do Muriaé, 15.07.1970–)              | Partido Progressista (PP)                          | 2.073 | 3,69 | 1º mandato  |
| 2  | Paulo César da Silva, Contador (Itaperuna, 26.10.1970–)                         | Partido do Movimento Democrático Brasileiro (PMDB) | 2.004 | 3,57 | 1º mandato  |
| 3  | Welliton Figueiredo Coelho, do Frango (Itaperuna, 07.07.1978–)                  | Partido Ecológico Nacional (PEN)                   | 1.801 | 3,21 | 1º mandato  |
| 4  | Emanuel Medeiros da Silva, Nel (Itaperuna, 31.01.1971–)                         | Partido Progressista (PP)                          | 1.567 | 2,79 | 1º mandato  |
| 5  | Marco Alexandre Finamor Rodrigues, Marquinho de Retiro (Itaperuna, 07.08.1984–) | Partido da República (PR)                          | 1.491 | 2,65 | 1º mandato  |
| 6  | Jayme Ferreira de Figueiredo (Itaperuna, 10.09.1947–)                           | Partido da Social Democracia Brasileira (PSDB)     | 1.444 | 2,57 | 1º mandato  |
| 7  | José Francisco Machado Moreira (Itaperuna, 23.06.1961–)                         | Partido Trabalhista Brasileiro (PTB)               | 1.195 | 2,13 | 1º mandato  |
| 8  | Amanda Corrêa de Oliveira Braga, da Aidê (2017-2018) (Itaperuna, 24.08.1982–)   | Partido Democrático Trabalhista (PDT)              | 1.192 | 2,12 | 1º mandato  |
| 9  | Felipe da Silva Rodrigues (Itaperuna, 10.02.1981–)                              | Partido Social Democrata Cristão (PSDC)            | 1.040 | 1,85 | 1º mandato  |
| 10 | Glauber Pessoa Bastos (Itaperuna, 30.05.1985–)                                  | Partido Social Democrata Cristão (PSDC)            | 958   | 1,71 | 1º mandato  |
| 11 | Carlos Alintor Bandoli Boechat, Cazalito (Itaperuna, 12.01.1960–)               | Partido Humanista da Solidariedade (PHS)           | 943   | 1,68 | 1º mandato  |
| 12 | Sinei dos Santos Menezes, Sinei Torresmo (2019-2020) (Itaperuna, 31.10.1975–)   | Partido Trabalhista Nacional (PTN)                 | 861   | 1,53 | 1º mandato  |
| 13 | Ronald de Souza Pinto, Roninho de Venâncio (Itaperuna, 27.11.1967–)             | Partido Social Democrático (PSD)                   | 782   | 1,39 | 1º mandato  |

## Legenda
| Cor  | Significado          |
| Bege | Presidente da Câmara |
| Azul | Suplente             |